# Kunskapens pris: balladen om den vilsne vandraren
Kunskapens pris: balladen om den vilsne vandraren är en svensk kort science fiction-film från 2007 skriven och regisserad av Anders Muammar. Handlingen utspelar sig i världen från rollspelet Mutant: Undergångens arvtagare. Filmen är inspelad i Norrland och var ett passionsprojekt som producerades i samarbete med Filmpool Nord och Film i Västerbotten. Filmen producerades och distribuerades av företaget Framestation i Umeå, och tilldelades publikens val, bästa kortfilm vid Göteborg Film Festival.
Låten som heter "Balladen om den vilsne vandraren" finns även med i spelet Krater som är ett svenskt spel utvecklat av Fatshark som även det utspelar sig i ett post-apokalyptiskt Sverige. 
Låten som förtäljer historien i filmen framförs av Freddie Wadling som även gestaltar trubaduren i filmen.

## Handling
I en avlägsen framtid i ett Sverige efter "den stora katastrofen" vaknar en robot upp och vet inte vem han är. Den enda ledtråden är märket som är tryckt på bröstplåten. Han ger sig ut för att ta reda på vem han är och varför han finns. På vägen träffar han olika varelser som är präglade av livet efter katastrofen.